# La Tortue et les oiseaux

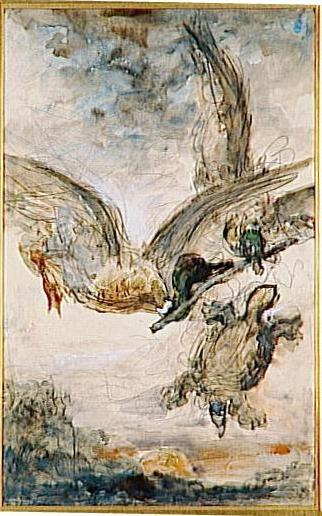
La Tortue et les deux canards, aquarelle de Gustave Moreau, 1879

La Tortue et les oiseaux est une ancienne fable populaire, dont on peut trouver les premières versions en Inde et en Grèce. Il en existe également des variantes africaines. Les morales à en tirer sont variables et dépendent du contexte dans lequel elles sont racontées.

## Premières versions indiennes

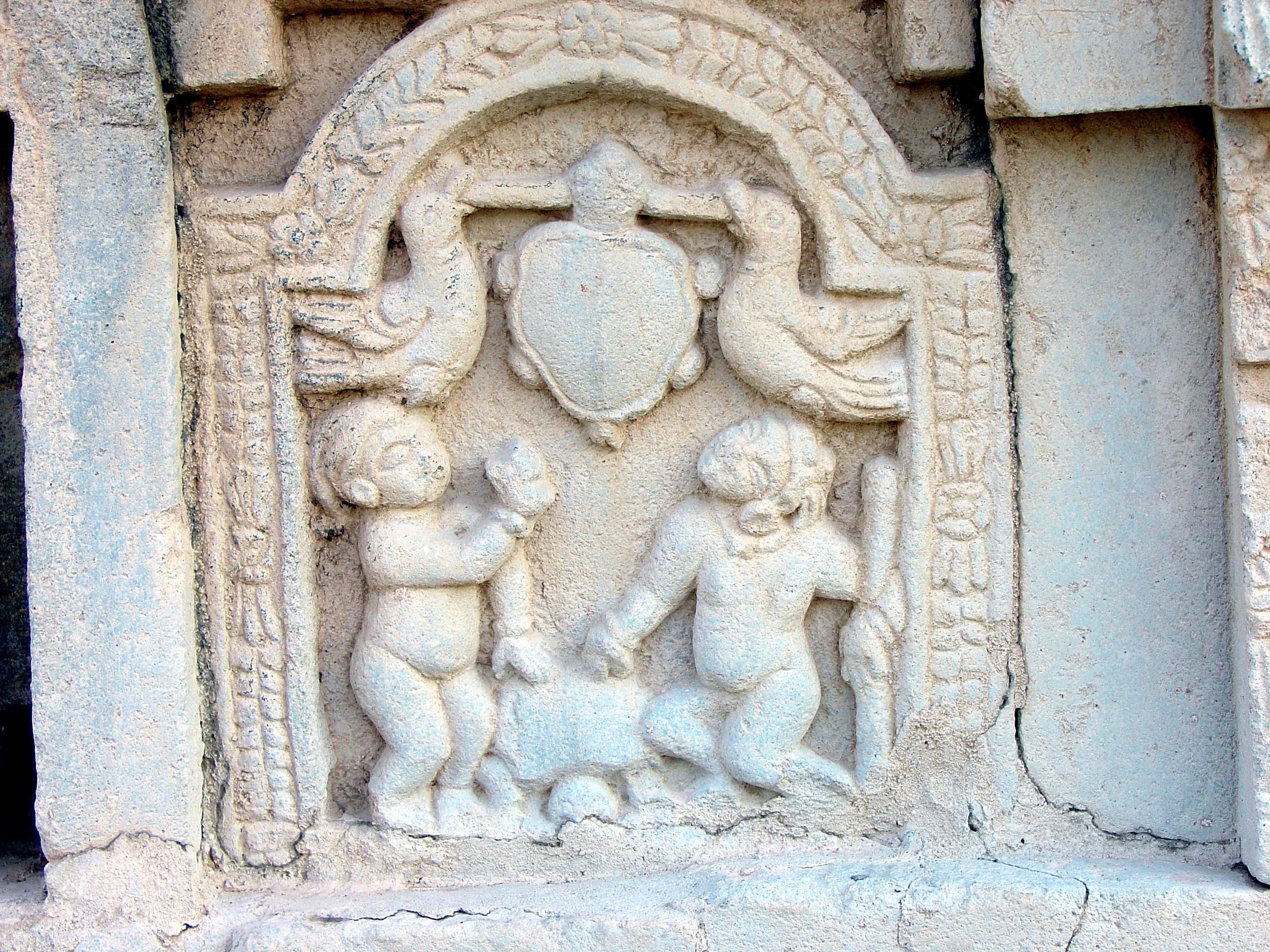
Nâlandâ, bas-relief du temple n°2, VIIe siècle, représentant la légende la Tortue et des oiseaux.

Le conte d'une tortue victime de son penchant au bavardage apparaît dans un écrit bouddhiste, un jātaka connu sous le nom de Kacchapa. Dans cette version, un roi lui même trop bavard trouve dans son jardin une tortue tombée du ciel et fendue en deux. Son conseiller lui explique qu'il s'agit d'un signe lié au fait de trop parler en lui racontant l’histoire suivante : une tortue s'était liée d'amitié avec deux oies qui lui avaient promis de l'emmener par les airs chez elles, dans l'Himalaya. Elles tiendraient chacune dans leur bec un bâton dont la tortue se saisirait par la bouche, en prenant garde de ne pas lâcher prise en parlant. Mais au cours du voyage des enfants lui adressèrent des moqueries depuis le sol et en leur répondant elle tomba en se fracassant au sol. Les jātakas ayant été un sujet de prédilection pour la sculpture, cette histoire a été représentée par des bas-relief sur divers édifices religieux en Inde et à Java, souvent sous forme de récits synoptiques. Les épisodes figurés montrent les oiseaux transportant la tortue, sa chute ou encore son sort après son retour sur terre. Dans le temple Mendut du IXe siècle à Java, par exemple, les oiseaux et la tortue apparaissent en haut à droite, tandis qu'au sol les chasseurs les visent avec des arcs. Immédiatement en dessous, les trois mêmes préparent un repas avec les restes de l’animal.

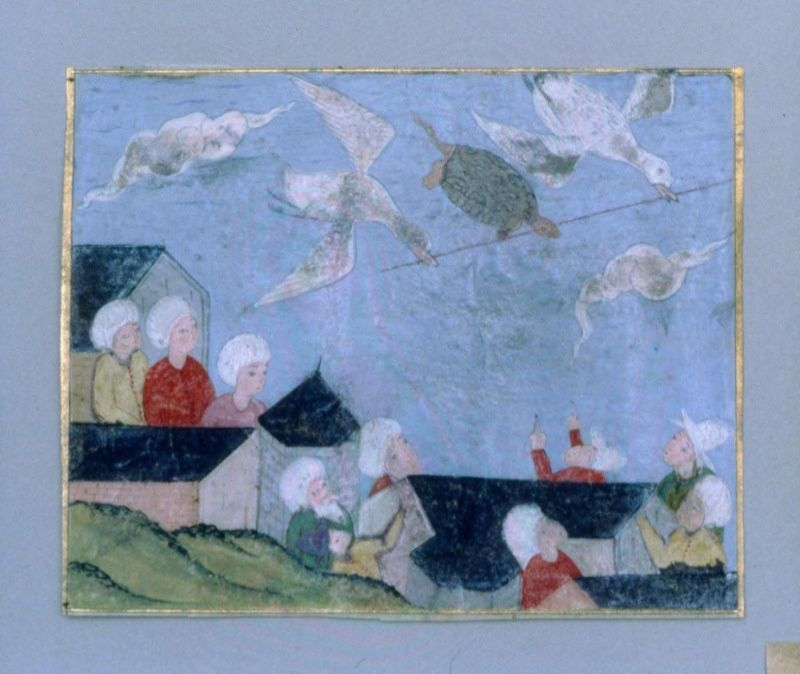
Aquarelle opaque, or et argent sur papier représentant l'histoire de la tortue et des deux oies de l'Himalaya. Illustration tirée du Humayunnama, une traduction turque ottomane d'Ali Chelebi du XVI, du texte arabe du Kalilatun u Damnatun (Kalila va Dimna), connu également sous le nom de Fables de Bidpaï (ou Pilpay), Anvar-i Suhaili en persan et à l'origine dérivé du Pañchatantra indien rédigé en sanskrit.

Comme dans l'exemple de Mendut, d'autres versions sont représentées même dans des contextes bouddhistes. Dans la variante littéraire indienne du Pañchatantra, la tortue vit dans un lac qui commence à s'assécher. Prenant pitié des souffrances futures de leur amie, deux oies lui proposent de s'envoler avec elle comme décrit ci-dessus. En entendant les commentaires des gens de la ville qu'ils traversent, la tortue ne peut résister à l'envie de leur dire de s'occuper de leurs affaires, à la suite de quoi elle tombe au sol où elle sera dépecée, puis mangée. L'histoire a enfin été incluse dans les contes de Bidpaï, l'auteur présumé du Pañchatantra et s'est propagée vers l'ouest via des traductions en persan, syriaque, arabe, grec, hébreu et latin. La dernière d'entre elles a commencé à être traduite dans d'autres langues européennes à la fin du Moyen Âge. Un récit encore plus tardif apparaît dans l'Hitopadesha, où c'est la venue d'un pêcheur qui provoque le voyage de la tortue. Des vachers depuis le sol suggèrent que la tortue volante ferait un bon repas et elle tombe en leur faisant une réponse acerbe.
Une version italienne des fables de Bidpai a été rapidement traduite en anglais par Thomas North sous le titre La philosophie Moralle de Doni (The Morall Philosophie of Doni, 1570). L'histoire de la tortue et des oiseaux y figure pour illustrer l'idée que l'« homme n'a pas de plus grand ennemi que lui-même.
Le fabuliste français Jean de la Fontaine a lui aussi lu l'histoire dans une première version abrégée des œuvres de Bidpaï (qu'il nomme Pilpaï) pour en tirer la fable La Tortue et les Deux Canards (X.3). Pour lui, l'histoire illustre la vanité et l'imprudence humaines. Sa tortue, lasse de vivre au même endroit décide de voyager. Deux canards lui proposent de l'emmener en Amérique mais en chemin elle entend des gens la saluer d'en-bas par dérision comme « la reine des tortues » et elle leur crie son assentiment. C'est sur cette fable qu'Alexander Sumarokov semble avoir basé sa version russe, dans laquelle les canards transportent la tortue en France.
Plus à l'est, un conte populaire mongol raconte une histoire similaire mais avec un animal différent,. Dans cette variante, il s'agit d'une grenouille jalouse des oies discutant de leur migration à venir et de la chance qu'elles ont de pouvoir voler vers un climat plus chaud en hiver. Les oies suggèrent le plan du bâton à la grenouille et elles décollent. La grenouille est tellement ravie d'elle-même qu'elle ne peut s'empêcher de le crier aux grenouilles qu'elle laisse derrière elle et qu'elle rejoint aussitôt de manière désastreuse.
Une autre variante est celle de l'écrivain russe Vsevolod Garchine intitulée La Grenouille voyageuse (Лягушка-путешественница), adaptée en dessin animé en 1965. La grenouille de cette version tombe en voulant dire à celles d'en bas que le voyage était sa propre idée, et non celle des canards. Contrairement à la plupart des variantes, la grenouille tombe dans un étang sans dommages pour se vanter de ses exploits.

## Fables d'Ésope

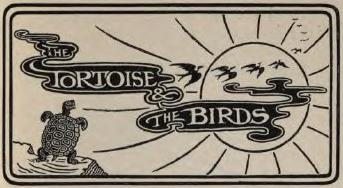
Illustration pour le titre de la fable, dessinée par Richard Highway pour la collection de Joseph Jacobs, 1894

Deux histoires concernant une tortue et divers oiseaux ont été attribués à Ésope, l'une en grec, de Babrius et l'autre en latin de Phèdre. Dans la version grecque, une tortue languit de voir une plus grande partie de la terre et persuade un aigle de s'envoler avec elle, lui promettant en retour « tous les cadeaux qui viennent de la mer orientale ». Une fois au-dessus des nuages, l'aigle la laisse tomber sur sommet d'une montagne. La morale de l'histoire serait que l'on devrait se contenter de son sort. Elle se répand en Europe à travers les traductions latines d'Avianus et d'Eudes de Cheriton. Par la suite, elle est croisée et enrichie avec des récits de sa version indienne. C'est de là que La Fontaine aurait tiré le mécontentement de la tortue, tout comme  Jefferys Taylor, qui en fait un poème, La Tortue (The Tortoise).
Babrius ne donne aucune raison à la trahison de l'aigle ; Avianus dit que c'est parce qu'il n'a pas reçu son paiement. C'est l'incertitude de la vie, dans laquelle entre la trahison, qui fait l'objet de la version alternative de la fable, racontée par Phèdre sous le titre L'Aigle et le Corbeau (2.6). Celle-ci commence par le commentaire suivant « personne n'est assez bien armé contre les grands et les puissants, et si un conseiller malveillant s'en mêle aussi, alors quiconque tombe dans leurs griffes sera détruit ». Pour illustrer cela, il raconte comment un aigle avait attrapé une tortue mais ne pouvait pas la manger à cause de sa carapace. Un corbeau passant par là donne à l'aigle le conseil de la laisser tomber « des hauteurs étoilées » sur les rochers qui sont en bas, après quoi les deux oiseaux se partagent sa viande. Dans l'histoire reprise par Walter d'Angleterre, un élément de trahison est rajouté. Le corbeau rencontre l'aigle frustré et lui donne son conseil. Mais il atend derrière les rochers, et s'envole avec la tortue tombée avant que l'aigle ne puisse revenir.

## Fables africaines
Une fable igbo mettant en scène une tortue et des oiseaux a connu une large diffusion car elle se trouve dans le roman Tout s'effondre de Chinua Achebe. La tortue, figure du fripon ouest-africain, entend parler d'un festin que les habitants du ciel veulent offrir aux oiseaux et les persuade de l'emmener avec eux, en se faisant des ailes avec leurs plumes. Une fois arrivés à l'endroit du ciel prévu où doit avoir lieu le festin elle se présente aux hôtes sous le nom de « Vous tous » et quand ils apportent la nourriture en disant « c'est pour vous tous », la tortue en réclame la totalité. Les oiseaux enragés récupèrent leurs plumes et s'en vont. Seul le perroquet accepte de porter un message à la femme de la tortue lui demandant de sortir le matelas et de l'étendre par terre en bas pour amortir sa chute. Mais au lieu de cela, le perroquet dit à la femme de la tortue de sortir toutes les choses dures de sorte que lorsque son mari saute du haut du ciel sa carapace éclate su sol. Elle survit cependant à sa chute et les morceaux de la carapace sont recollés. C'est ce qui explique pourquoi la carapace de la tortue a une surface aussi irrégulière. La même histoire est revendiquée par le peuple swazi et les Kikuyus.

## Histoires fusionnées et adaptations
Certaines fables de tortues sont rallongées de telle manière que l'on suppose que deux histoires ont été fusionnées en une seule. La tortue de la fable africaine, par exemple, revient sur terre saine et sauve, mais les oiseaux décident de lui jouer un tour en contrepartie. Un festin sera servi sur le terrain mais seuls ceux dont les griffes seront propres pourront y prendre part. Les oiseaux s'envolent vers la rivière et reviennent se poser sur leur nourriture mais la tortue, devant ramper, se salit les pattes eu retour et est renvoyée pour réessayer. Cette fois, c'est elle qui rate la fête.

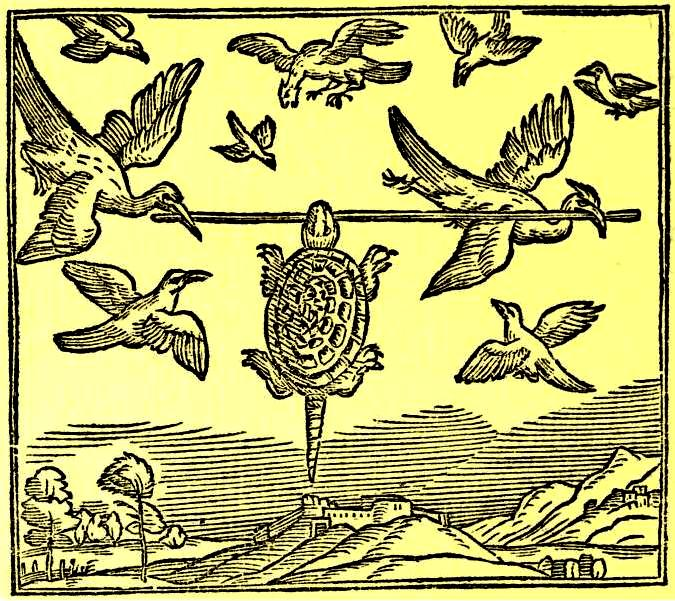
Un bloc de bois de la traduction de Bidpai par Thomas North, 1570

Dans une suite sri lankaise de la version indienne, Ibba la tortue survit elle aussi à sa chute, mais pour tomber dans les griffes de Nariya, le chacal affamé. Ibba lui affirme que sa carapace se ramollira si elle est trempée dans la rivière. Au début, Nariya garde une patte sur elle mais ensuite Ibba le persuade qu'elle est ramollie partout sauf à l'endroit encore sec sous la patte de Nariya. Lorsque le chacal la soulève, Ibba parvient à s’échapper à la nage.
D'autres versions fusionnent les histoires de manière plus transparente. Une narration de la tradition de l'oncle Remus des esclaves de Caroline du Sud combine la fable d'Ésope de la tortue mécontente avec un conte africain cumulatif. La tortue  Brer Terrapin grogne constamment de voir son destin lié à la terre à tel point que les animaux conspirent pour le transporter en l'air et le tuer en laissant tomber. Miss Crow (Mademoiselle Corneille) s'en charge la première et lorsqu'elle se fatigue, il est transféré sur le dos d'une buse, puis d'un faucon et enfin à King Eagle (le roi aigle). Comprenant que l'aigle n'écoutera pas ses appels à la ramener, la tortue descend le long d'un fil qu'il attache à la patte de l'aigle et échappe ainsi à son sort.
Joseph Jacobs combine de la même façon les deux fables d'Ésope dans un récit plus tardif Ici, l'aigle transporte la tortue vers une nouvelle maison et le corbeau lui rappelle qu'elle est bonne à manger. L'aigle, la fait alors tomber sur un rocher pointu et les deux oiseaux en font un festin. Cette version synthétique et la morale qui en est tirée, « Ne jamais survoler les pignons d'un ennemi », est souvent considérée à tort comme authentique.